# 뱀붙이도마뱀과
뱀붙이도마뱀과(Pygopodidae)는 레그리스 리자드(legless lizards), 스네이크리자드(snake-lizards), 플랩풋 리자드(flap-footed lizards)라고 불리며, 뱀목에 속하는 파충류 과이다. 2개 아과, 8개 속에 최소 35종을 포함하고 있다. 오스트레일리아와 뉴기니섬의 토착종이다. 도마뱀붙이류의 일종이다. 이 녀석들은 특이하게 길고 마른 몸뚱이를 가지고 있어서 뱀과 굉장히 유사하게 보인다. 뱀과 거의 대부분의 도마뱀붙이류처럼 눈꺼풀이 없지만, 뱀과는 달리 귓구멍을 바깥에서 볼 수 있고, 혓바닥은 통통하며 갈라지지 않았다. 호주, 뉴기니에 토착한다.
뱀붙이도마뱀과는 사지가 없지만, 납작한 덮개 형태의 뒷다리가 흔적기관(en:Vestigiality)으로 남아있다. 이는 짝찟기, 방어행동(:en:defensive behaviour), 수풀 사이를 이동할 때에 몇 가지 쓸모가 있다. 몇몇 종들은 굴을 파서 생활하는 충식동물(en:insectivore)이지만, 나머지는 빽빽한 스피니펙스(:en:Triodia (grass)) 따위의 초목을 헤치고 지나가는 데 적응했다. 뱀붙이도마뱀과는 도마뱀붙이류처럼 한 번에 두 개의 알을 낳으며 둥지를 공동으로 쓴다. 몇몇 둥지에서는 30개까지의 알이 발견되기도 했다. 또한 다른 도마뱀붙이류처럼 뀍뀍대는 목소리를 낼 수 있는데, 뱀이 가지지 못한 능력이다.
뱀붙이도마뱀과는 파충류 중에서 들을 수 있는 음역대의 상한선이 제일 높다. 평화델마도마뱀(:en:Delma pax)은 60 데시벨의 크기로 들리는 11,100 Hz에 이르는 음역대의 소리에 반응할 수 있으며, 이는 표준 피아노의 오른쪽 맨 끝 건반이 내는 소리보다 1옥타브 이상 높다.

## 하위
- 민다리도마뱀아과 (Lialisinae)
  - 민다리도마뱀속 (Lialis) - 2종
- 뱀붙이도마뱀아과 또는 비늘발도마뱀아과 (Pygopodinae)
  - 델마도마뱀속 (Delma) - 21종
  - Paradelma - 단일종
  - 비늘발도마뱀속 (Pygopus) - 5종
  - Ophidiocephalus - 단일종
  - 벌레도마뱀속 (Aprasia) - 11종
  - Pletholax - 단일종

## 참고 문헌
- Boulenger GA. (1884). Synopsis of the Families of existing Lacertilia. Ann. Mag. Nat. Hist., Fifth Series 14: 117-122. (Pygopodidae, new family, p. 119).
- Goin CJ, Goin OB, Zug GR. (1978). Introduction to Herpetology, Third Edition. San Francisco: W.H. Freeman. xi + 378 pp. ISBN 0-7167-0020-4. (Family Pygopodidae, pp. 285–286).
- Kluge AG. (1974). A taxonomic revision of the lizard family Pygopodidae. Miscellaneous Publications, Museum of Zoology, University of Michigan (147): 1-221.